# 神田多町
神田多町（かんだたちょう）は、東京都千代田区の地名。現行行政地名としては、神田多町二丁目のみが存在する。住居表示未実施地域。

## 地理
千代田区の北部に位置し、町域東部は神田須田町と神田鍛冶町に、西部は神田司町に、南部は神田警察通りを境に内神田に、北部は神田須田町と接している。かつては一丁目も存在したが、1966年に住居表示が行われ、一丁目は内神田三丁目の一部となった。
町内中央を南北に多町大通りが、また東西に一八通りが通っている。商業地域で、オフィスビルや商店などが多く見られるほか、近年ではマンションも多くなってきている。

## 歴史
1606年（慶長11年）に起立した古町である。慶長年間に名主の河津五郎太夫が二丁目に菜市を開き、明暦の大火後規模を拡大し、御用市場となって発展した。近代に入っても神田青物市場として繁栄を続けたが、関東大震災で壊滅し、1928年（昭和3年）秋葉原に移転、3世紀余りの歴史を終えた。
1911年（明治44年）神田の冠称を外す。1933年（昭和8年）の区画整理により、竪大工町と新石町の一部を併せて新しく多町一丁目とし、元の多町町域を多町二丁目とした。1947年（昭和22年）神田区が千代田区に合併すると同時に冠称を復した。1966年（昭和41年）の住居表示により一丁目は内神田となったが、住民の反対運動により二丁目は未実施である。

### 地名の由来
もと田地だったことに由来する。当初田町と書かれ、市の繁栄に伴い字を改めたというが、改名の年代は不明である。メッタ町の俗称もあった。

## 世帯数と人口
2025年（令和7年）3月1日現在（千代田区発表）の世帯数と人口は以下の通りである。
- 世帯数 : 768世帯
- 人口 : 1,045人

### 人口の変遷
国勢調査による人口の推移。
| 年                 | 人口 |
| ------------------ | ---- |
| 1995年（平成7年）  | 300  |
| 2000年（平成12年） | 240  |
| 2005年（平成17年） | 381  |
| 2010年（平成22年） | 761  |
| 2015年（平成27年） | 893  |
| 2020年（令和2年）  | 976  |

### 世帯数の変遷
国勢調査による世帯数の推移。
| 年                 | 世帯数 |
| ------------------ | ------ |
| 1995年（平成7年）  | 107    |
| 2000年（平成12年） | 98     |
| 2005年（平成17年） | 240    |
| 2010年（平成22年） | 540    |
| 2015年（平成27年） | 633    |
| 2020年（令和2年）  | 704    |

## 学区
区立小・中学校に通う場合、学区は以下の通りとなる（2017年8月現在）。なお、千代田区の中学校では学校選択制度を導入しており、区内全域から選択することが可能。
- 区域 : 二丁目　全域
  - 小学校 : 千代田区立千代田小学校
  - 中学校 : 千代田区立麹町中学校 または 千代田区立神田一橋中学校

## 交通
町域内に鉄道駅はないが、北西部方面では地下鉄丸ノ内線・淡路町駅や、都営新宿線・小川町駅、千代田線・新御茶ノ水駅が、南東部方面では神田駅がそれぞれ至近であり、また徒歩圏内に秋葉原駅や御茶ノ水駅があるなど、交通の便は良い。

## 事業所
2021年（令和3年）現在の経済センサス調査による事業所数と従業員数は以下の通りである。
- 事業所数 : 248事業所
- 従業員数 : 3,056人

### 事業者数の変遷
経済センサスによる事業所数の推移。
| 年                 | 事業者数 |
| ------------------ | -------- |
| 2016年（平成28年） | 226      |
| 2021年（令和3年）  | 248      |

### 従業員数の変遷
経済センサスによる従業員数の推移。
| 年                 | 従業員数 |
| ------------------ | -------- |
| 2016年（平成28年） | 2,457    |
| 2021年（令和3年）  | 3,056    |

## 施設
- 早川書房
- つるやゴルフ神田駅前店
- 京王プレッソイン神田
- ガス石油機器会館
- 琉球銀行東京支店
- 松本家住宅主屋

## 出身・ゆかりのある人物・小説
- 阿部定（芸者、情痴殺人者、阿部定事件の犯人）
- 「神田滅多町の女」飯島耕一　1996「『虚栗』の時代」1998所収
- *好色一代男西鶴　(刊三　木綿布子も仮の世「江戸滅多町にてしのびちぎりをこめし清林がつれし米かみ」)

## その他

### 日本郵便
- 郵便番号 : 101-0046[4]（集配局 : 神田郵便局[16]）。